# Andreas Lehne

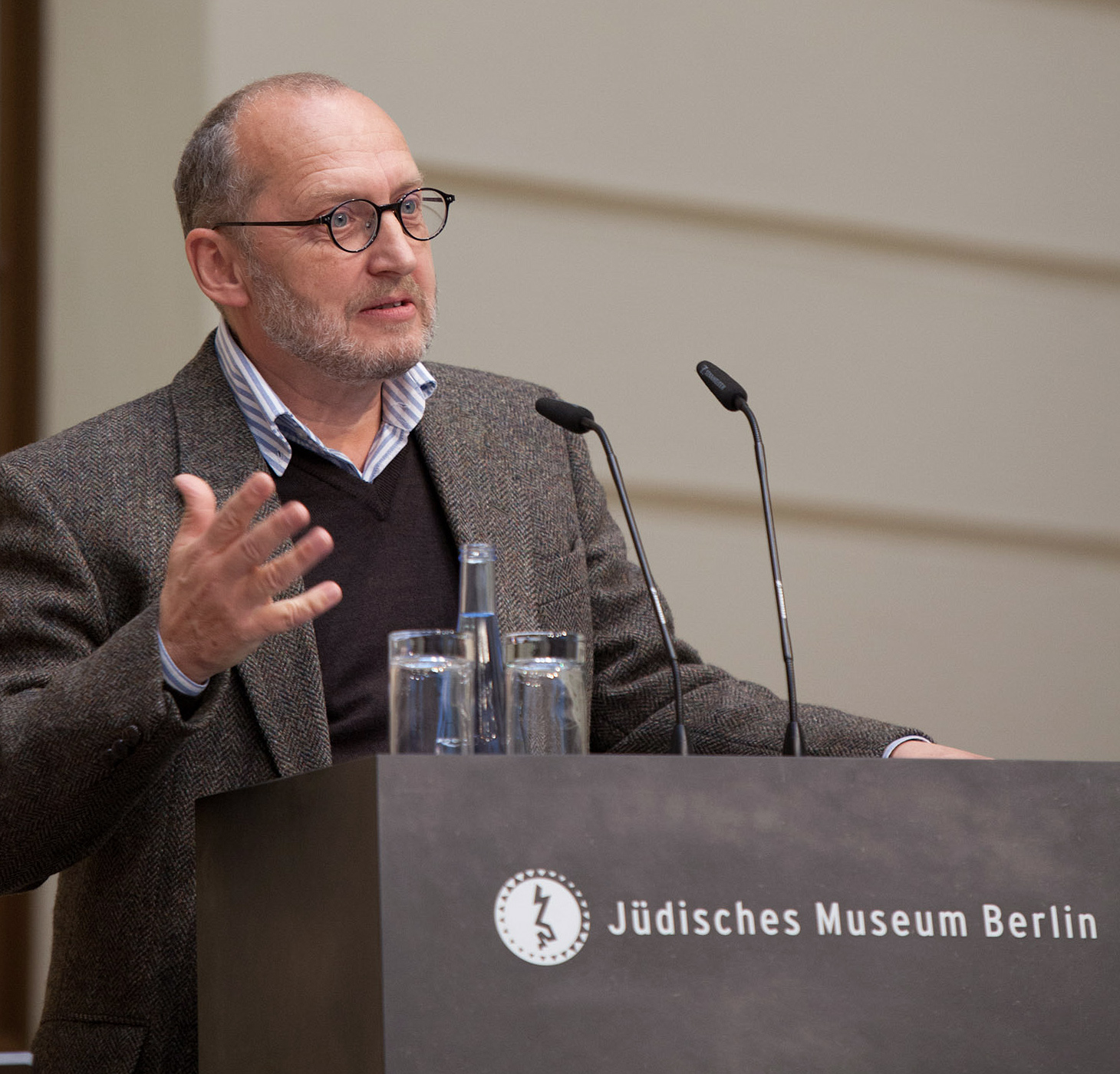
Andreas Lehne (2012)

Andreas Lehne (* 1951 in Innsbruck) ist ein österreichischer Kunsthistoriker und Denkmalpfleger.

## Leben und Karriere
Andreas Lehne wurde 1951 in  Innsbruck geboren, kam aber bald schon nach Wien, wo er das Schottengymnasium besuchte. Nach seinem dortigen Abschluss studierte er Kunstgeschichte und Klassische Archäologie an der Universität Wien und war von 1977 bis 2016 beim österreichischen Bundesdenkmalamt tätig, wo er zuletzt die Abteilung für Inventarisierung und Denkmalforschung leitete. Nachdem er mit 6. Juli 1977 in das Bundesdenkmalamt eingetreten war, war er in den Anfangsjahren im Landeskonservatorat für Wien tätig und wechselte am 28. Jänner 1983 in die Abteilung für Denkmalforschung. 1996 übernahm er die Leitung der Abteilung Denkmalverzeichnis, die 2003 zur Abteilung für Inventarisation und Denkmalforschung wurde. Mit 31. Juli 2016 wurde Andreas Lehne in den Ruhestand versetzt und von seinem bisherigen Stellvertreter Paul Mahringer (* 1979) als Leiter der Abteilung abgelöst.
Lehne publiziert vornehmlich zur Kunst und Architektur des 19. und 20. Jahrhunderts sowie zur Geschichte und Theorie der Denkmalpflege. Nebenbei hatte er während seiner aktiven Zeit Lehrtätigkeiten an der Technischen Universität Wien und an der Universität für angewandte Kunst Wien inne.

## Publikationen
- Jugendstil in Wien. Wiener Bezirkskulturführer, 1895–1914, Jugend und Volk, Wien 1985, ISBN 3-224-16257-0
- mit Bernd Euler: Kunstwerk Stadt. Österreichische Stadt- und Ortsdenkmale. Luftaufnahmen von Lothar Beckel, Bundesdenkmalamt, Residenz Verlag, Salzburg 1988, ISBN 3-7017-0484-8
- mit Beiträgen von Gerhard Meißl, Edith Hann: Wiener Warenhäuser. 1865–1914. (= Forschungen und Beiträge zur Wiener Stadtgeschichte Band 20). Deuticke, Wien 1990, ISBN 3-7005-4488-X
- mit János Kalmár (Fotos): Die Wiener Ringstraße. Pichler Verlag, Wien 1999, ISBN 978-3-85058-167-7
- mit Stefan Oláh (Fotos): Stadtbahnbogen. Metroverlag, Wien 2012, ISBN 978-3-99300-085-1
- Wie kommt der Hirsch aufs Dach?. Metroverlag, Wien 2013, ISBN 978-3-99300-145-2
- mit Gabriele Roithner: Wiener Stadtjuwelen im Wandel der Zeit. Metroverlag, Wien 2015, ISBN 978-3-99300-228-2